# Periorale Dermatitis
Die periorale Dermatitis (auch: Mundrose, Stewardessen- oder Mannequin-Krankheit oder Rosazea-artige Dermatitis) ist eine ungefährliche Hautkrankheit mit einem charakteristischen bläschenhaftem Ausschlag („Papeln“) im Gesicht, vor allem um den Mund und die Augen.

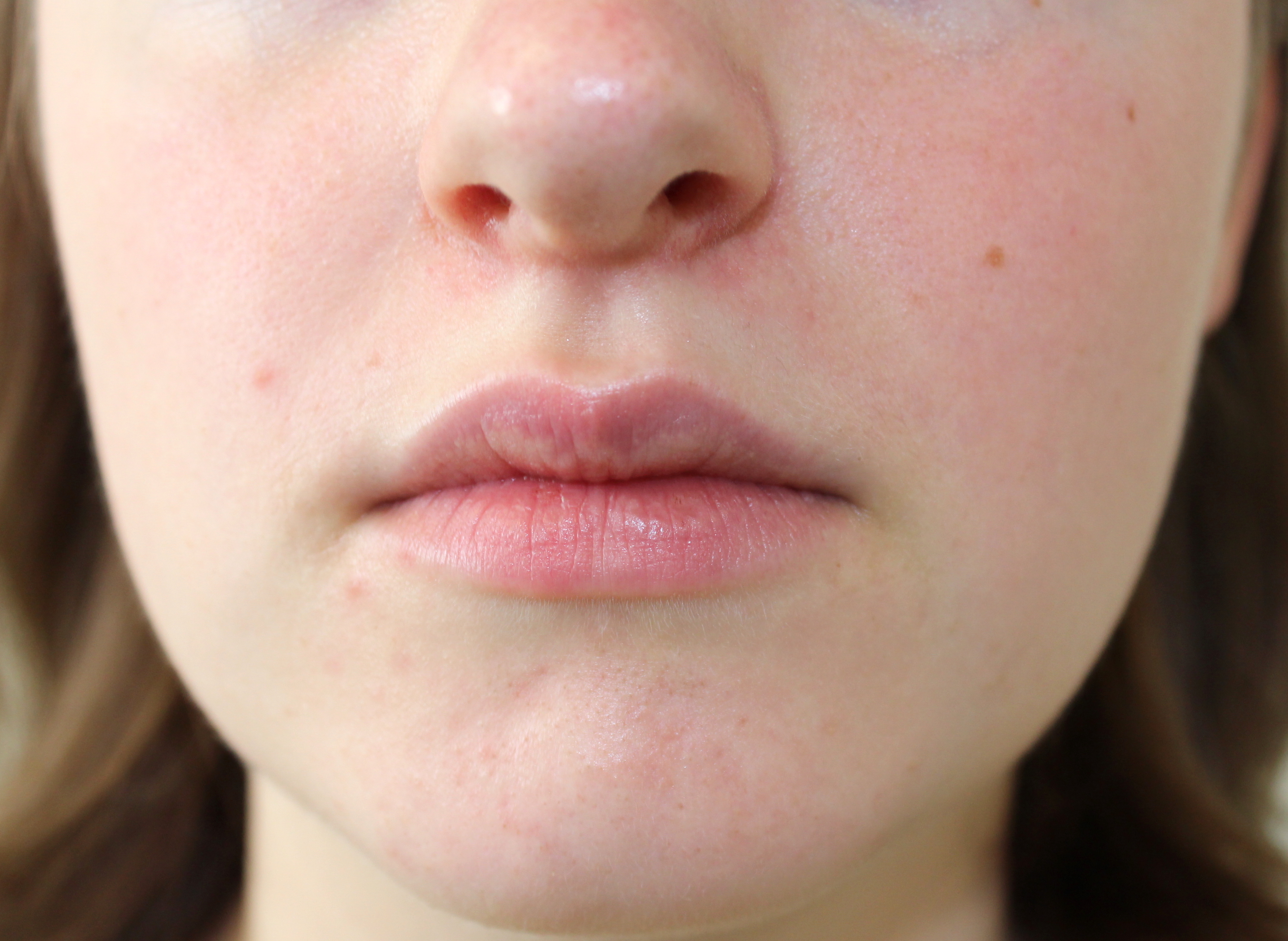
Typisches Bild einer milden perioralen Dermatitis: flächiges Erythem (Rötung), entzündliche Papeln (Knötchen) und periorale Blässe.

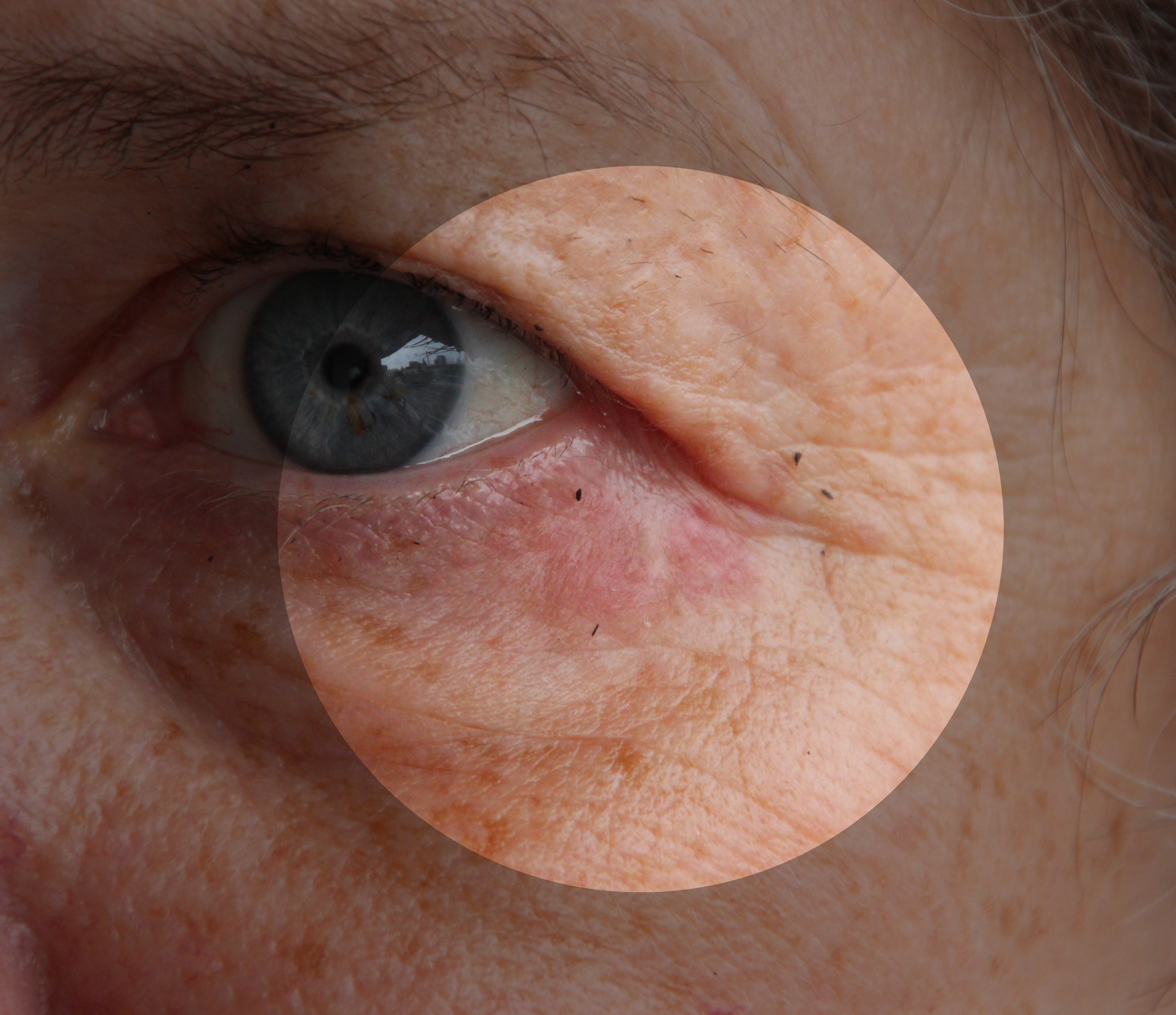
Am Auge nennt sich die periorale Dermatitis auch periorbital. (Umgebung abgedunkelt)

## Klinisches Bild
Meist um den Mund herum (perioral) oder manchmal auch an den Augenlidern oder deren Umgebung erkennt man meist zahlreiche, dichtstehende, kleinste, entzündliche gerötete Knötchen oder Bläschen. Ein kleiner Rand rund um die Lippen bleibt frei. Manchmal können diese winzigen Knötchen zu größeren Arealen zusammenfließen und Plaques bilden. Am häufigsten sind die Nasolabialfalten, also die Bereiche von den Nasenflügeln abwärts zu den Mundwinkeln, sowie die seitlichen Zonen des Kinns betroffen. Dadurch entsteht der Eindruck einer ringartigen Verteilung. Neben den äußerlichen Erscheinungen klagen Betroffene über Juckreiz und ein Spannungsgefühl.

## Ursache
Die genaue Ursache der Erkrankung ist unbekannt. Wird Haut überpflegt, ist sie nicht mehr in der Lage, selbst die notwendigen Fette herzustellen, so dass sie trocken wird und schuppt.
Aus Unwissenheit werden die betroffenen Hautpartien daraufhin noch intensiver gepflegt und eingecremt, wodurch sich der Ausschlag verstärkt und erweitert. Oft besteht eine genetische Disposition, und die periorale Dermatitis bricht erst aus, wenn ein Auslöser ins Spiel kommt. Die bekanntesten Auslöser sind Stress, Pilzbefall, Bakterien, fluoridhaltige Zahncreme und die Langzeitanwendung von Cortisonpräparaten. Die Beschwerden tauchen fast nur bei Frauen jüngeren bis mittleren Alters auf. Gleichzeitig besteht häufig eine vegetative Labilität (Kopfschmerzen, Schlafstörungen, Verstopfung) und auch ein Zusammenhang mit partnerschaftlichen oder beruflichen Dauerbelastungen. Auch nach Absetzen der Antibabypille kann die Periorale Dermatitis auftreten. Das oft erheblich beeinträchtigte Aussehen führt dazu, dass zur vermeintlichen Pflege oder Therapie vermehrt Kosmetika und Hautpflegemittel bis hin zu kortisolhaltigen Salben (oft Hydrokortison genannt) eingesetzt werden. Durch diese Salben tritt zunächst zwar eine Verbesserung ein, die jedoch nur von kurzer Dauer ist. Dann erlebt der Ausschlag trotz Weiterbehandlung mit Kortisolsalbe einen neuen Schub und intensiviert sich. Die Periorale Dermatitis wird auch oftmals als Stewardessenkrankheit bezeichnet, weil eine Stewardess den Prototyp einer Patientin darstellt: 25–40 Jahre alt, gepflegtes Auftreten.

## Therapie
Zur Therapie müssen die genannten Ursachen ausgeschaltet werden. Insbesondere sollte die regelmäßige Anwendung kosmetischer Cremes („Feuchtigkeitscremes“) vermieden werden.
Die befallenen Hautbezirke dürfen nur noch mit Wasser gereinigt werden. Dabei können die Beschwerden zunächst verstärkt auftreten: Die Haut spannt und brennt. Die entzündliche Rötung tritt stärker hervor. Die Entzündung kann sogar nässenden Charakter bekommen.  Dann müssen die Patienten Selbstdisziplin aufbringen, um nicht zu ihrer gewohnten Hautpflege Zuflucht zu nehmen und dadurch in einen Teufelskreis zu gelangen. Im Zweifel sollte ein Arzt zu Rate gezogen werden. Wenn sie es schaffen, auf ihre Kosmetika für etwa sechs Wochen bis zu einem Vierteljahr zu verzichten, verschwinden die Beschwerden. Erste sichtbare Erfolge sind jedoch teilweise schon nach drei Wochen zu sehen. Empfohlen werden auch Umschläge, die in schwarzen Tee eingetaucht werden.  Wirksam werden hierbei die sogenannten Gerbstoffe. Damit der Tee ausreichend Gerbstoff abgibt, muss er länger (ca. 10 Minuten) ziehen und dann ausreichend abkühlen, da Wärme die Entzündung fördern würde.
Gelegentlich können ärztlich verordnete Medikamente (beispielsweise Erythromycin-Gel, Azelainsäure-Gel oder eine Metronidazol-haltige Creme) eine schnellere Besserung bewirken.
Bei ausgeprägten entzündlichen Formen ist die Einnahme von Antibiotika (Tetracycline, Minocyclin) Mittel der Wahl. Diese Präparate müssen meist über einige Wochen eingenommen werden. Kortikosteroide müssen vermieden werden, weil sie nach Absetzen oder durch Gewöhnung zu einer Verschlimmerung führen können.
Die weitere Behandlung muss mit einem Arzt abgesprochen werden.

## Differentialdiagnose
Die Symptome können mit Ekzemen, Akne oder Rosazea verwechselt werden. Ein seborrhoisches Ekzem tritt in einer ähnlichen Verteilung wie die periorale Dermatitis auf. Jedoch hat das Ekzem eher flächigen Charakter im Gegensatz zu den meist „pickelartigen“, also eher punktartigen Veränderungen der perioralen Dermatitis. Oft ist auch die Schuppung stärker ausgeprägt. Darüber hinaus finden sich bei seborrhoischem Ekzem auch in anderen Regionen der Gesichts- oder Kopfhaut (behaarte Bereiche, Ohren, Bartbereich) ekzematöse Hautveränderungen. Akne ist gekennzeichnet durch ein anderes Verteilungsmuster im Gesicht (eher Wangen, Schläfen und Stirn) sowie das Vorhandensein von Mitessern (Komedonen). Rosazea kann der perioralen Dermatitis ähnlich sein, ist jedoch meist nicht um den Mund herum, sondern eher auf den Wangen oder Stirn lokalisiert. Die entzündlichen Papeln sind meist etwas gröber.